# جردن میوس
جردن میوس (انگلیسی: Jordi Meeus؛ زادهٔ ۱ ژوئیهٔ ۱۹۹۸ ‏(۲۶ سال)) دوچرخه‌سوار اهل بلژیک است.
از باشگاه‌هایی که در آن بازی کرده‌است می‌توان به بورا–هانسگروهه اشاره کرد.